# Bandeira dos sérvios da Croácia

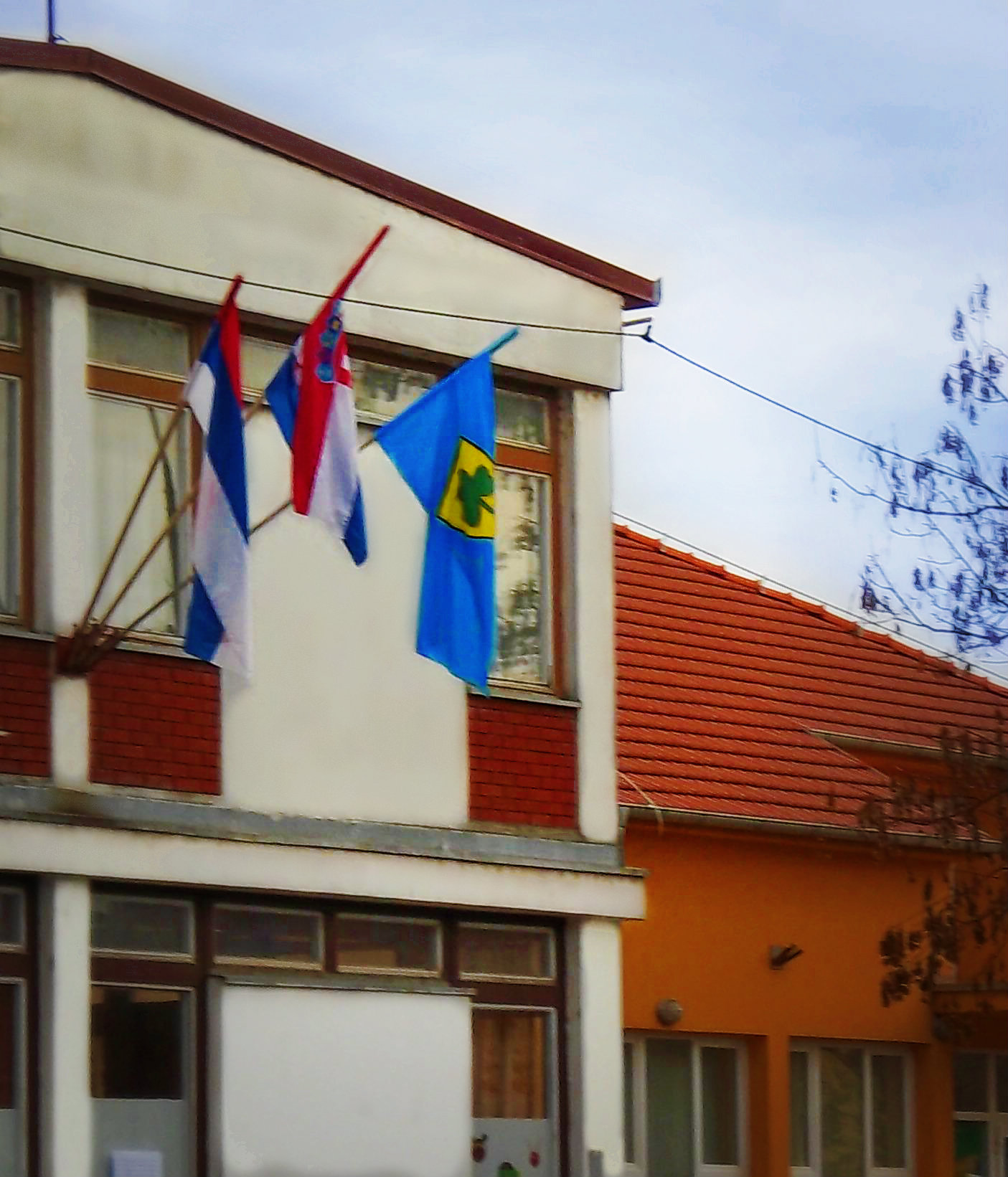
Bandeira dos Sérvios da Croácia em Bobota

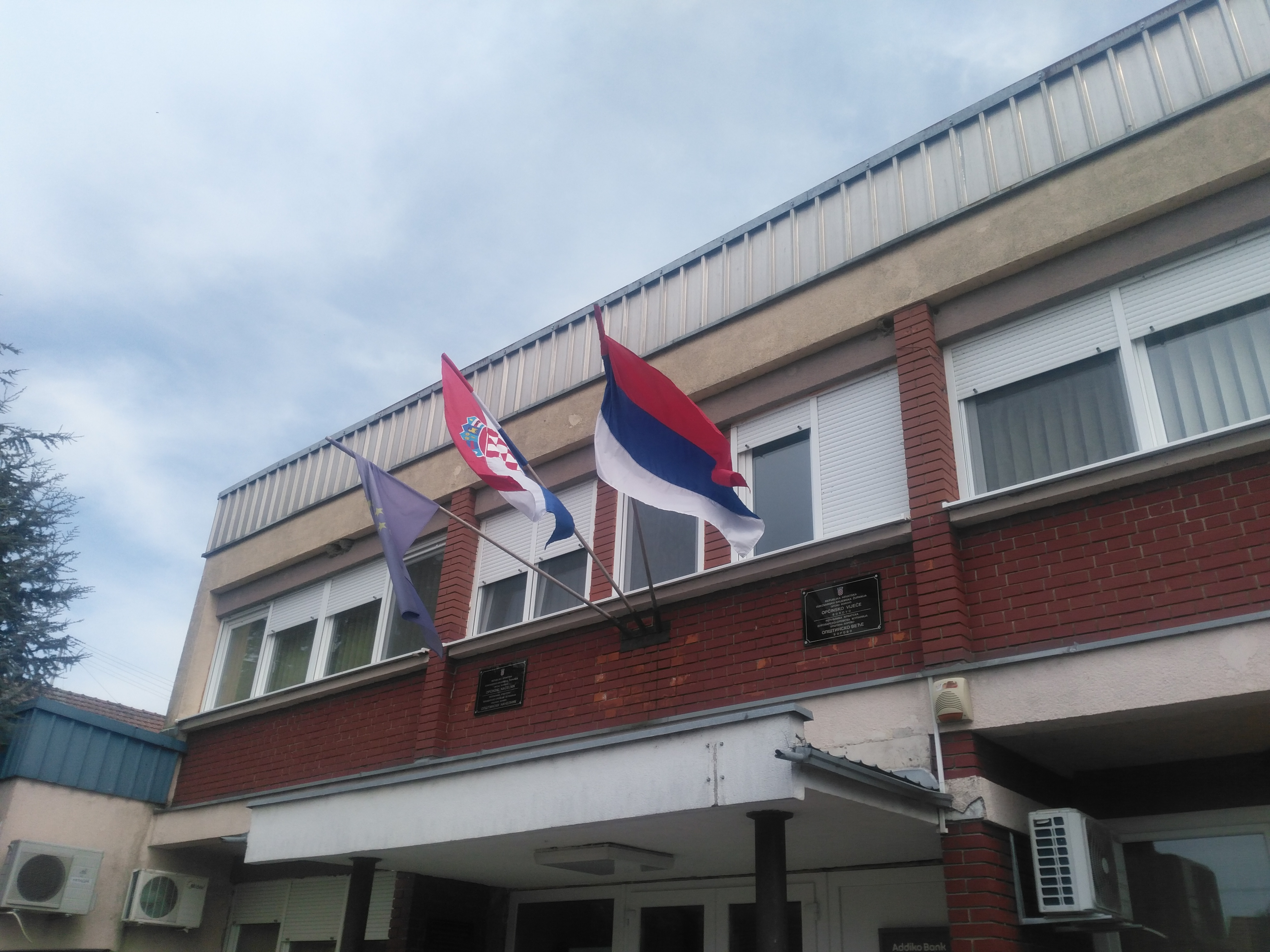
Bandeira em Borovo

A bandeira dos sérvios da Croácia (em sérvio:  Застава Срба у Хрватској /Zastava Srba u Hrvatskoj) foi introduzido em uso oficial no dia 9 de abril de 2005, com base na decisão do Conselho Nacional Sérvio, com o consentimento do Conselho para as Minorias Nacionais da República da Croácia.
A bandeira dos sérvios da Croácia é semelhante à bandeira da Sérvia, mas não tem brasão como a Bandeira da Repúblika Srpska. A bandeira foi entregue a representantes da minoria sérvia na Croácia pelo embaixador sérvio na Croácia no dia 8. Julho de 2005, em cerimônia organizada por ocasião da adoção da nova bandeira.  Dessa maneira, a bandeira ganha legitimidade adicional na comunidade sérvia.
A bandeira dos sérvios da Croácia também usa o Conselho Conjunto de Municípios, que é um dos fundadores do Conselho Nacional Sérvio e dos conselhos da minoria sérvia nos níveis municipais. No entanto, este corpo também regula a aparência do brasão de armas em seu estatuto, que pode ser usado com bandeira. Ao mesmo tempo, o Conselho Nacional Sérvio ainda não adotou o brasão de armas, mas, segundo declaração de Milorad Pupovac, este novo brasão de armas provavelmente conterá símbolos da fronteira militar.

## Protocolo da bandeira
O protocolo de bandeira é prescrito pela Decisão do Conselho Nacional da Sérvia sobre a bandeira da minoria nacional sérvia na Croácia.  A bandeira dos sérvios da Croácia deve ser usada de acordo com esta decisão de maneira a enfatizar a dignidade e a honra do povo sérvio.  É proibido ficar em ruínas, desarrumado, rasgado ou de qualquer outra forma danificado.

## História
A bandeira tricolor (em sérvio:  Тробојка) apareceu em 1835. A Constituição de Sretenje do Principado da Sérvia descreveu as cores da bandeira sérvia como vermelho vivo, branco e čelikasto-ugasita (que poderia ser traduzido como escuro e acinzentado). A constituição foi criticada, especialmente pela Rússia, e a bandeira foi especificamente destacada como sendo semelhante à bandeira revolucionária francesa. Logo depois, Miloš Obrenović solicitou ao Porte que a nova constituição contivesse um artigo sobre a bandeira e o brasão de armas e subsequente ferman (1835) permitiu que os sérvios usassem sua própria bandeira marítima, que terá "parte superior". de vermelho, meio de azul e mais baixo de branco " que é a primeira aparência das cores que permaneceram até hoje.

## Bandeiras históricas

Bandeira da amizade sérvio-croata (1905–1918)
Bandeira da República Sérvia da Krajina (1991-1995)
Bandeira da Eslavônia Oriental (1995-1998)
SAO Krajina (1990-1991) , SAO Eslavônia Ocidental (1990-1991),SAO da Eslovânia Oriental (1991-1992)
Bandeira da República Socialista da Sérvia usada nas cidades habitadas pelos sérvios na Croácia antes de 1991.
Bandeira de guerra da República Sérvia da Krajina.